# Katie Compton
Katherine Compton, detta Katie (Chattanooga, 3 dicembre 1978), è una ciclocrossista, mountain biker e paraciclista statunitense.
Nel ciclocross è stata medaglia d'argento mondiale nel 2007, nel 2011 e nel 2013, e bronzo nel 2009, e due volte vincitrice della Coppa del mondo. Nel paraciclismo è invece stata medaglia d'oro ai Giochi di Atene 2004 nella combinata e nell'inseguimento individuale insieme alla non vedente Karissa Whitsell.

## Carriera
Nei primi anni di carriera fu attiva soprattutto nel paraciclismo, gareggiando nella categoria B in tandem con Karissa Whitsell, atleta non vedente. Dopo diverse vittorie e piazzamenti nei campionati del mondo IPC e IBSA, nel 2004 la coppia vinse quattro medaglie ai Giochi paralimpici estivi di Atene. Nelle gare olimpiche su strada presero parte alla combinata in linea/cronometro vincendo la medaglia d'oro, mentre su pista parteciparono alla gara di inseguimento individuale, in cui vinsero oro e stabilirono il nuovo record del mondo con 3'36"816, al chilometro, in cui vinsero l'argento, e alla velocità, in cui vinsero il bronzo.
Attiva individualmente soprattutto nel ciclocross, cominciò ad ottenere i primi successi di rilievo da Elite nel 2004, quando vinse per la prima volta il titolo nazionale (si ripeterà poi consecutivamente nelle dodici stagioni successive). Nel 2007 partecipò per la prima volta ai campionati del mondo di ciclocross, nella località belga di Hooglede, riuscendo a concludere seconda, battuta di solo 1" dalla francese Maryline Salvetat e davanti di 8" all'altra francese Laurence Leboucher. Diventò così la prima donna statunitense a vincere una medaglia mondiale nel ciclocross.
Nella stagione 2007-2008, abbandonata l'attività paraciclistica, iniziò a correre da professionista nelle gare internazionali UCI di ciclocross. All'inizio della stagione 2007 vinse le prime tre gare del US Grand Prix, poi l'11 novembre vinse la sua prima gara di Coppa del mondo a Pijnacker. Ai mondiali di Treviso del 2008 si ritirò per problemi meccanici al primo giro; nel 2009 vinse invece il bronzo iridato dietro all'olandese Marianne Vos e alla tedesca Hanka Kupfernagel mentre ai mondiali 2010 di Tábor fu nuovamente costretta al ritiro nelle fasi iniziali.
Ai campionati del mondo 2011 di St. Wendel vinse la medaglia d'argento, alle spalle di Marianne Vos, così come nella rassegna iridata 2013 a Louisville. Nella stagione 2012-2013 si aggiudicò inoltre per la prima volta la classifica finale della coppa del mondo di ciclocross, grazie anche alla vittoria in quattro delle otto prove in calendario. In precedenza si era piazzata seconda nell'edizione 2010-2011 di Coppa, nonostante cinque successi su sette prove, e terza in quella 2011-2012. Nella stagione 2013-2014 si aggiudicò nuovamente la coppa del mondo di ciclocross, grazie ancora a cinque vittorie su sette gare, mentre ai campionati del mondo 2014 a Hoogerheide concluse solo nona.

## Palmarès

### Cross
- 2002-2003

Boulder Cup (Boulder)
- 2004-2005

Campionati statunitensi
- 2005-2006

Campionati statunitensi
- 2006-2007

Granogue Cyclocross (Granogue)
Wissahickon Cross (Ludwigs Corner)
Boulder Cup #1 (Boulder)
Xilinx Cup (Longmont)
Boulder Cup #2 (Boulder)
Rad Racing Grand Prix (Lakewood)
Campionati statunitensi
- 2007-2008

Super Cross Cup #1 (Southampton)
Super Cross Cup #2 (Southampton)
LionHearts' Cross (Middletown)
Harbin Park International (Cincinnati)
Derby City Cup #1 (Louisville)
Derby City Cup #2 (Louisville)
Boulder Cup #1 (Boulder)
Boulder Cup #2 (Boulder)
Cyclocross Pijnacker, 2ª prova Coppa del mondo (Pijnacker)
Cyclocross Gavere (Gavere)
Campionati statunitensi
- 2008-2009

CrossVegas (Las Vegas)
Darkhorse Cyclo-Stampede (Burlington)
CX After Dark (Middletown)
Harbin Park International (Cincinnati)
Cyclocross Gavere (Gavere)
Duinencross, 4ª prova Coppa del mondo (Koksijde)
Planet Bike Cup #1 (Sun Prairie)
Planet Bike Cup #2 (Sun Prairie)
Cyclo-cross de Nommay, 5ª prova Coppa del mondo (Nommay)
Grand Prix Lille Métropole, 7ª prova Coppa del mondo (Roubaix)
Campionati statunitensi
- 2009-2010

CrossVegas (Las Vegas)
Planet Bike Cup #1 (Sun Prairie)
Planet Bike Cup #2 (Sun Prairie)
Ciclocross di Treviso, 1ª prova Coppa del mondo (Treviso)
Darkhorse Cyclo-Stampede (Burlington)
CX After Dark (Middletown)
Harbin Park International (Cincinnati)
US Open of Cyclocross #1 (Boulder)
US Open of Cyclocross #2 (Boulder)
Cyclo-cross de Nommay, 2ª prova Coppa del mondo (Nommay)
Cyclocross Gavere (Gavere)
Campionati statunitensi
- 2010-2011

Planet Bike Cup #1 (Sun Prairie)
Planet Bike Cup #2 (Sun Prairie)
Darkhorse Cyclo-Stampede (Covington)
CX After Dark (Middletown)
Harbin Park International (Cincinnati)
Cyclo-cross d'Aigle, 1ª prova Coppa del mondo (Aigle)
US Open of Cyclocross (Boulder)
New Belgium Cup #2 (Fort Collins)
Duinencross, 3ª prova Coppa del mondo (Koksijde)
Campionati statunitensi
Vlaamse Industrieprijs Bosduin, 4ª prova Coppa del mondo (Kalmthout)
Grote Prijs Eric De Vlaeminck, 5ª prova Coppa del mondo (Heusden-Zolder)
Grote Prijs Adrie van der Poel, 7ª prova Coppa del mondo (Hoogerheide)
- 2011-2012

New Belgium Cup #2 (Fort Collins)
Cyklokros Plzeň, 1ª prova Coppa del mondo (Plzeň)
US Open of Cyclocross #1 (Boulder)
US Open of Cyclocross #2 (Boulder)
Darkhorse Cyclo-Stampede (Covington)
CX After Dark (Middletown)
Harbin Park International (Cincinnati)
Derby City Cup #1 (Louisville)
Derby City Cup #2 (Louisville)
Scheldecross (Anversa)
Vlaamse Druivenveldrit (Overijse)
Campionati statunitensi
- 2012-2013

Planet Bike Cup #1, 1ª prova USGP of Cyclocross (Sun Prairie)
Planet Bike Cup #2, 2ª prova USGP of Cyclocross (Sun Prairie)
Gateway Cross Cup (Saint Louis)
New Belgium Cup #1, 3ª prova USGP of Cyclocross (Fort Collins)
New Belgium Cup #2, 4ª prova USGP of Cyclocross (Fort Collins)
Cyklokros Plzeň, 2ª prova Coppa del mondo (Plzeň)
Darkhorse Cyclo-Stampede (Covington)
CX After Dark (Middletown)
Harbin Park International (Cincinnati)
Derby City Cup #1, 5ª prova USGP of Cyclocross (Louisville)
Derby City Cup #2, 6ª prova USGP of Cyclocross (Louisville)
Duinencross, 3ª prova Coppa del mondo (Koksijde)
Grand Prix Lille Métropole, 4ª prova Coppa del mondo (Roubaix)
Scheldecross (Anversa)
Vlaamse Druivenveldrit (Overijse)
Cyclo-Cross de la Citadelle, 5ª prova Coppa del mondo (Namur)
Classifica finale Coppa del mondo
Campionati statunitensi
- 2013-2014

US Open of Cyclocross #1 (Boulder)
US Open of Cyclocross #2 (Boulder)
Cyklokros Tábor, 2ª prova Coppa del mondo (Tábor)
CX After Dark (Middletown)
Derby City Cup #1 (Louisville)
Derby City Cup #2 (Louisville)
Duinencross, 3ª prova Coppa del mondo (Koksijde)
Scheldecross (Anversa)
Vlaamse Druivenveldrit (Overijse)
Cyclo-cross de la Citadelle, 4ª prova Coppa del mondo (Namur)
Grote Prijs Eric De Vlaeminck, 5ª prova Coppa del mondo (Heusden-Zolder)
Memorial Romano Scotti, 6ª prova Coppa del mondo (Roma)
Classifica finale Coppa del mondo
Campionati statunitensi
- 2014-2015

US Open of Cyclocross #1 (Boulder)
US Open of Cyclocross #2 (Boulder)
Cyclo-Cross Collective Cup #1 (Waterloo)
Cyclo-Cross Collective Cup #2 (Waterloo)
Providence Cyclo-Cross Festival #1 (Providence)
Providence Cyclo-Cross Festival #2 (Providence)
Cauberg Cyclo-Cross, 1ª prova Coppa del mondo (Valkenburg aan de Geul)
Campionati panamericani
Milton Keynes Cyclo-Cross #2, 4ª prova National Trophy Series (Milton Keynes)
Campionati statunitensi
- 2015-2016

Grand Prix Gloucester (Gloucester)
CX After Dark (Mason)
Campionati panamericani
Derby City Cup #1 (Louisville)
Derby City Cup #2 (Louisville)
Campionati statunitensi
- 2016-2017

Cyclo-Cross Collective Cup #1 (Waterloo)
Jingle Cross, 2ª prova Coppa del mondo (Iowa City)
Charm City Cross #1 (Baltimora)
Charm City Cross #2 (Baltimora)
DCCX #1 (Washington)
DCCX #2 (Washington)
Campionati panamericani
Ruts N Guts #1 (Broken Arrow)
Ruts N Guts #2 (Broken Arrow)
Campionati statunitensi
Cyclocross Leuven (Lovanio)
- 2017-2018

Cyclo-Cross Collective Cup #1 (Waterloo)
Grote Prijs Mario De Clercq, 1ª prova DVV Verzekeringen Trofee (Ronse)
Polderscross (Kruibeke)
Kermiscross (Ardooie)
Derby City Cup (Louisville)
Campionati panamericani
Grote Prijs Sven Nys, 7ª prova DVV Verzekeringen Trofee (Baal)
Campionati statunitensi
Cyclo-cross de Nommay, 8ª prova Coppa del mondo (Nommay)
Classifica finale DVV Verzekeringen Trofee

## Piazzamenti

### Competizioni mondiali
- Campionati del mondo di ciclocross

Hooglede-Gits 2007: 2ª
Treviso 2008: ritirata
Hoogerheide 2009: 3ª
Tábor 2010: ritirata
St. Wendel 2011: 2ª
Louisville 2013: 2ª
Hoogerheide 2014: 9ª
Tábor 2015: 27ª
Heusden-Zolder 2016: 13ª
Valkenburg: 2ª
- Coppa del mondo di ciclocross

2006-2007: 33ª
2007-2008: 9ª
2008-2009: 7ª
2009-2010: 4ª
2010-2011: 2ª
2011-2012: 3ª
2012-2013: vincitrice
2013-2014: vincitrice
2014-2015: 3ª
2015-2016: 5ª
2016-2017: 9ª
2017-2018: 5ª
- Campionati del mondo di mountain bike

Canberra 2009 - Cross country Elite: 14ª
Mont-Sainte-Anne 2010 - Team relay: 9ª
- Giochi paralimpici

Atene 2004 - Combinata: vincitrice
Atene 2004 - Inseguimento individuale: vincitrice
Atene 2004 - Chilometro: 2º
Atene 2004 - Velocità: 3º